# ZoneAlarm
ZoneAlarm er en af de mere udbredte firewall. Den beskytter overvejende mod hackerangreb, men med en udvidelse vil den også kunne fungere som beskyttelse mod bl.a. spyware og adware.
| Software | Spire Denne artikel om software og programmering er en spire som bør udbygges. Du er velkommen til at hjælpe Wikipedia ved at udvide den. |